# Dutch Beer Challenge 2018
De vierde editie van de Dutch Beer Challenge vond plaats op 21 maart 2018 in debatcentrum Arminius in Rotterdam. 67 Nederlandse brouwerijen stuurden gezamenlijk 397 bieren in voor deze wedstrijd.

## Winnaars
De winnaars van de Dutch Beer Challenge 2018 werden op 4 april van dat jaar bekendgemaakt in het Van Donge & De Roo Stadion. Jopen was de grootste winnaar met vijf medailles. Daarnaast ontvingen Hertog Jan en Brand elk vier medailles, terwijl Bird Brewery, Uiltje Brewing Company en Brouwerij De Koningshoeven ieder drie medailles verwierven.
De Mitra Award voor 'Het Beste Bier van Nederland 2018' ging naar Bronckhorster Nightporter van de Gelderse brouwer Bronckhorster, een Stout/Porter die zowel de gouden medaille in zijn categorie won als de hoogste score behaalde van alle goudenmedaillewinnaars.
Hieronder een overzicht van de bieren die een medaille hebben gewonnen in de Dutch Beer Challenge van 2018.

### Amber Ale
| Bier                       | Brouwerij               | Subcategorie            | Prijs                     |
| -------------------------- | ----------------------- | ----------------------- | ------------------------- |
| Hertog Jan Karakter        | Hertog Jan              | Pale Ale/Speciale Belge | Goud                      |
| Venloosch Alt              | Lindeboom Bierbrouwerij | Pale Ale/Speciale Belge | Zilver                    |
| Fuut Fieuw                 | Bird Brewery            | Pale Ale/Speciale Belge | Brons                     |
| Jopen Jacobus Rye Pale Ale | Jopen Bier              | Pale Ale/Speciale Belge | Certificate of Excellence |
| Gaia                       | Oedipus Brewing         | IPA                     | Goud                      |
| Jopen Mooie Nel            | Jopen Bier              | IPA                     | Zilver                    |
| Doerak                     | Brewpub Van Moll        | IPA                     | Brons                     |
| Vink Heerlijk              | Bird Brewery            | IPA                     | Certificate of Excellence |
| Dr. Raptor                 | Uiltje Brewing Company  | Double/Imperial IPA     | Goud                      |
| Handlanger                 | Brouwerij Kompaan       | Double/Imperial IPA     | Brons                     |

### Blond
| Bier                   | Brouwerij                                | Subcategorie   | Prijs                     |
| ---------------------- | ---------------------------------------- | -------------- | ------------------------- |
| Pilsener               | Brouwerij De Leckere                     | Pils           | Goud                      |
| Alfa Edel Pils         | Meens Brouwerij                          | Pils           | Zilver                    |
| Dommelsch Pilsener     | Dommelsche Bierbrouwerij                 | Pils           | Brons                     |
| Up                     | Brand Bierbrouwerij / Heineken           | Pils           | Certificate of Excellence |
| Wittekop               | Belgica.nl                               | Saison         | Goud                      |
| Northern Farm Eagle    | Morebeer Brewing i.s.m. Brouwerij Noordt | Saison         | Zilver                    |
| Mannenliefde           | Oedipus Brewing                          | Saison         | Brons                     |
| Angelus Blond          | Het Brielsch Brouwersgilde               | Licht Blond    | Goud                      |
| Bondgenoot             | Brouwerij Kompaan                        | Licht Blond    | Zilver                    |
| Feeks                  | Naeckte Brouwers                         | Licht Blond    | Brons                     |
| Brand Lentebock        | Brand Bierbrouwerij / Heineken           | Blond-/Meibock | Zilver                    |
| Afa Lentebok           | Meens Brouwerij                          | Blond-/Meibock | Brons                     |
| Jopen Lentebier        | Jopen Bier                               | Blond-/Meibock | Certificate of Excellence |
| Ut 1e Kieftai          | Brouwerij Dampegheest                    | Blond-/Meibock | Certificate of Excellence |
| Brand Blond            | Brand Bierbrouwerij / Heineken           | Zwaar Blond    | Goud                      |
| Gajes                  | Bruut Bier                               | Zwaar Blond    | Zilver                    |
| La Trappe Tripel       | Bierbrouwerij de Koningshoeven           | Zwaar Blond    | Brons                     |
| Tripel Jules           | Brouwerij Rodanum                        | Tripel         | Goud                      |
| Gouverneur Tripel      | Lindeboom Bierbrouwerij                  | Tripel         | Zilver                    |
| St. Christoffel Tripel | Speciaalbierbrouwerij St. Christoffel    | Tripel         | Brons                     |

### Donker
| Bier                                                   | Brouwerij                      | Subcategorie             | Prijs                     |
| ------------------------------------------------------ | ------------------------------ | ------------------------ | ------------------------- |
| Nognietnaar Huismus                                    | Bird Brewery                   | Licht Donker             | Goud                      |
| Naeckte Non                                            | Naeckte Brouwers               | Licht Donker             | Zilver                    |
| Het Dubbele Bier                                       | Brouwerij Vandeoirsprong       | Licht Donker             | Brons                     |
| La Trappe Isid'or                                      | Bierbrouwerij de Koningshoeven | Licht Donker             | Brons                     |
| Hertog Jan Bockbier                                    | Hertog Jan                     | Bock/Dubbelbock          | Goud                      |
| Brand Dubbelbock                                       | Brand Bierbrouwerij / Heineken | Bock/Dubbelbock          | Zilver                    |
| Jopen Johannieter                                      | Jopen Bier                     | Bock/Dubbelbock          | Brons                     |
| Kermis in de Ale                                       | Brouwerij Bliksem              | Dark/Black IPA           | Zilver                    |
| Sooty Otter                                            | Neobosski                      | Dark/Black IPA           | Brons                     |
| Nightporter                                            | Bronckhorster Brewing Company  | Stout/Porter             | Goud                      |
| ROTT.ontbijt                                           | ROTT. Brouwers                 | Stout/Porter             | Zilver                    |
| van Vollenhoven Extra Stout                            | Poesiat & Kater                | Stout/Porter             | Brons                     |
| Miss Otis                                              | Ducktail Brewing               | Stout/Porter             | Certificate of Excellence |
| Black Sabbath                                          | Brouwerij Bliksem              | Zwaar Donker             | Goud                      |
| 1818                                                   | Brouwerij Maallust             | Zwaar Donker             | Zilver                    |
| 150 Watt                                               | 100 Watt                       | Zwaar Donker             | Brons                     |
| Saint Dmitri Ivanovitsj Donskoj Russian Imperial Stout | DAVO Bieren                    | Zwaar Donker             | Certificate of Excellence |
| Zuster Agatha                                          | Muifelbrouwerij                | Gerstewijn (Barley Wine) | Goud                      |
| Maelstrøm                                              | SNAB Bierbrouwers              | Gerstewijn (Barley Wine) | Zilver                    |
| Hertog Jan Grand Prestige                              | Hertog Jan                     | Gerstewijn (Barley Wine) | Brons                     |
| Stormbock                                              | Texelse Bierbrouwerij          | Gerstewijn (Barley Wine) | Certificate of Excellence |
| Mind Your Step - Maple Syrup                           | Uiltje Brewing Company         | Imperial Stout           | Goud                      |
| Export Porter 1750                                     | Brouwerij Kees                 | Imperial Stout           | Zilver                    |
| Russian Imperial Stout                                 | Brouwerij Stijl                | Imperial Stout           | Brons                     |

### Innovatie/Speciaal
| Bier                                                   | Brouwerij                              | Subcategorie                | Prijs                     |
| ------------------------------------------------------ | -------------------------------------- | --------------------------- | ------------------------- |
| Luxe Frambozen Stout                                   | Lux Brewery                            | Fruit                       | Zilver                    |
| Mikkie = In To Melon                                   | Morebeer Brewing i.s.m. Brouwerij Kees | Fruit                       | Brons                     |
| Lekker Stout Houtgelagerd.                             | Brouwerij Gebr. Ducaat                 | Houtgelagerd                | Goud                      |
| Hertog Jan Grand Prestige Vatgerijpt 2017 Goose Island | Hertog Jan                             | Houtgelagerd                | Zilver                    |
| WNTR Bowmore Barrel Aged                               | Rigtersbier                            | Houtgelagerd                | Brons                     |
| The Original Smokey                                    | Brouwerij De Kromme Haring             | Rook                        | Goud                      |
| Allmouth                                               | Pontus Brewing                         | Rook                        | Zilver                    |
| Swampy Woods                                           | NIPKE                                  | Rook                        | Brons                     |
| Bjørningman                                            | Heaps of Hops                          | Speciaal (Minder dan 6 ABV) | Goud                      |
| Ruys                                                   | Brouwerij Leeghwater                   | Speciaal (Minder dan 6 ABV) | Zilver                    |
| Witches Hammer                                         | Stanislaus Brewskovitch                | Speciaal (Minder dan 6 ABV) | Brons                     |
| Playground Non-Alcoholic IPA                           | vandeStreek Bier                       | Alcoholvrij/Alcoholarm      | Zilver                    |
| Heet & Stout                                           | Brouwerij Breugem                      | Speciaal (Meer dan 6 ABV)   | Goud                      |
| Bière de Garde Brune                                   | Brouwerij Duits & Lauret               | Speciaal (Meer dan 6 ABV)   | Zilver                    |
| Jopen Many-Faced Got                                   | Jopen Bier                             | Speciaal (Meer dan 6 ABV)   | Brons                     |
| Chocolate Porter                                       | HOOP Bier                              | Speciaal (Meer dan 6 ABV)   | Certificate of Excellence |

### Tarwe-/Granenbier
| Bier                     | Brouwerij                      | Subcategorie | Prijs                     |
| ------------------------ | ------------------------------ | ------------ | ------------------------- |
| Eigenweiss               | Bruut Bier                     | Witbier      | Brons                     |
| IJwit                    | Brouwerij 't IJ                | Witbier      | Brons                     |
| La Trappe Witte Trappist | Bierbrouwerij de Koningshoeven | Weizen       | Goud                      |
| Pineapple Weizen         | Uiltje Brewing Company         | Weizen       | Zilver                    |
| Heer van Oranje Weizen   | Heer van Oranje                | Weizen       | Brons                     |
| Het Dunkelweizen Bier    | Brouwerij Vandeoirsprong       | Weizen       | Certificate of Excellence |